# Lyxor International Asset Management
Lyxor International Asset Management – francuskie przedsiębiorstwo odpowiedzialne m.in. za ETF-y na Giełdzie Papierów Wartościowych w Warszawie. Biuro firmy jest zarejestrowane we Francji – 17 cours Valmy, 92800 Puteaux, Francja.
Przedsiębiorstwo zostało założona w 1998 roku. Pierwszy ETF tej firmy został stworzony w 2003 roku. W 2015 powstała Lyxor Dauphine Research Academy. Szkoła jest wspólnym projektem Lyxor Asset Management i Université Paris-Dauphine.

Siedziba przedsiębiorstwa – budynek Tours Société Générale

Pierwsze ETFy na GPW firmy zadebiutowały w 2010 i w 2011. To fundusze, które działają na prawie luksemburskim i w Polsce działają na podstawie paszportu. Blisko przez dekadę (do 2019) dominowały na GPW bez konkurencji w segmencie ETFów.
Lyxor ETF S&P 500 (Lyxor S&P 500 UCITS ETF, symbol na GPW ETFSP500) to fundusz inwestujący na bazie indeksu S&P 500. Aktywa pod zarządzaniem na dzień 15 lutego 2019 wyniosły: 36,666.7 M PLN. Fundusz jest zgodny z UCITS. Co oznacza, że jest przedsiębiorstwem zbiorowego inwestowania w zbywalne papiery wartościowe. Fundusze tego typu są popularne w USA, zalecane dla inwestorów pasywnych i zmniejszających ryzyko, przez największych i znanych jak Warren Buffett. Ryzyko inwestowania w fundusz oparte jest na kondycji gospodarki światowej, a konkretnie dużych przedsiębiorstw wymienionych w indeksie S&P 500, którego skład jest publikowany na stronie spółki Standard & Poor’s;